# Виллиерстаун
Виллиерстаун (англ. Villierstown; ирл. An Baile Nua) — деревня в Ирландии, находится в графстве Уотерфорд (провинция Манстер) у реки Блэкуотер.

## Демография
Население — 260 человек (по переписи 2006 года). В 2002 году население составляло 192 человек.
Данные переписи 2006 года:
| Общие демографические показатели |               |                               |                               |      |      |
| Всё население                    | Всё население | Изменения населения 2002—2006 | Изменения населения 2002—2006 | 2006 | 2006 |
| 2002                             | 2006          | чел.                          | %                             | муж. | жен. |
| 192                              | 260           | 68                            | 35,4                          | 134  | 126  |